# Řezenské knížectví
Řezenské knížectví (německy Fürstentum Regensburg) byl církevní stát ve Svaté říši římské. Knížectví bylo vytvořeno v roce 1803; bylo součástí říše do jejího zániku v roce 1806 a do roku 1810 patřilo k Rýnskému spolku. Jeho hlavním městem bylo Řezno.

## Historie
Knížectví bylo původně vytvořeno jako církevní kurfiřtství pro arcibiskupa Karla Theodora von Dalberga, kurfiřta a říšského kancléře a také bývalého arcibiskupa z Mohuče, kvůli anexi Mohuče Francouzi po Lunévillském míru. Většinu nového knížectví tvořilo území bývalého Řezenského knížecího biskupství. Knížectví také zahrnovalo Donaustauf, Wörth a Hohenburg, bývalé svobodné město Řezno, klášter svatého Jimrama, a také opatství Obermünster a Niedermünster nacházející se v Řezně. Dalberg také získal nově vytvořené Aschaffenburské knížectví.
Dalberg už dříve obdržel hodnost kurfiřta v Mohuči, jeho nové knížectví tak bylo v němčině známé jako Kurfürstentum Regensburg (Řezenské kurfiřtství).
Kvůli nárokům Bavorska na Řezno byl Dalberg dosazen jako arcibiskup až 1. února 1805. Knížectví ztratilo svou hodnost kurfiřtství v roce 1806 zánikem Svaté říše římské a později tohoto roku se stává součástí Rýnského spolku. Napoleonův Code civil byl zaveden roku 1809.
Během války páté koalice bylo 20. dubna 1809 okupováno rakouskými vojsky; o tři dny později bylo napadeno a ostřelováno francouzskými vojsky. Podle Pařížské smlouvy Dalberg postoupil Řezno Bavorskému království, které jej formálně začlenilo 22. května 1810. Na oplátku dostal Dalberg Hanau a Fuldu, které spojil s Aschaffenburským knížectvím a tím vytvořil Frankfurtské velkovévodství. Ačkoli Dalberg přišel o Řezenské knížectví, titul řezenského arcibiskupa mu zůstal až do jeho smrti v roce 1817. Poté bylo arcibiskupství poníženo na mnichovsko-freisinskou sufragánní diecézi.